# Ranunculus shuichengensis
Ranunculus shuichengensis là một loài thực vật có hoa trong họ Mao lương. Loài này được L. Liao miêu tả khoa học đầu tiên năm 1997.